# 賢忠寺
賢忠寺（けんちゅうじ）は、広島県福山市寺町にある曹洞宗の寺院。山号は南陽山。福山藩主・水野家の菩提寺で、初代藩主・水野勝成など歴代の墓所がある。中国三十地蔵尊霊場第七番札所。

## 沿革
水野勝成が父・忠重の菩提を弔うために江戸時代初期の元和8年（1622年）または寛永3年（1626年）に建立した。
福山城と城下町建設に伴い現在地に移転。
市内蔵王町には奥の院（通称福山不動）がある。

## 水野家墓所
水野家墓所は、境内からJRの線路を挟んで北側の福山市若松町にあり、初代の勝成とその近臣の殉死者、勝成の父・忠重、三代藩主・勝貞、四代藩主・勝種、五代藩主・勝岑の墓が現存する。ただし、当初の墓所はJR山陽本線敷地内にあった。山陽本線の前身、山陽鉄道建設時に現在地に移転させられた。賢忠寺本体は当時と同じ場所にある。現在は、かなりや幼稚園を経営していて、勝成の教えを子供たちに伝えている。

## 文化財

### 広島県指定史跡
- 水野勝成墓

### 広島県指定重要文化財
- 絹本著色水野忠重画像
- 絹本著色水野勝成画像
- 革包茶糸威二枚胴具足

### その他
- 砂時計 - 徳川家康から寄進された400年前の砂時計がある。水野勝成は徳川家康の従兄弟にあたる。砂時計はオランダ製で、アラベスク文様の革を張った六角形の木枠に入っている。白と薄茶色が混じった砂は、落ちるのに100分掛かる。時の記念日に、寺が運営する幼稚園の子供たちに時間というものを教えるためにその砂時計を見せながら説法が行われるという。

## 拝観料
- 無料

所蔵品は非公開